# La razón de la sinrazón (novela)
La razón de la sinrazón es una novela tardía del escritor español Benito Pérez Galdós publicada en 1915. Subtitulada Fábula teatral absolutamente inverosímil —y escrita 'al dictado', pues el escritor estaba ya ciego—, cierra el ciclo de obras del llamado "periodo mitológico", junto con El caballero encantado (1909).

## Argumento, escenario y personajes
La novela transcurre en "Ursaria", ciudad imaginaria y onírica en "Farsalia Nova", poblado por demonios ("Arimán, Nadir y Zafronio") y brujas ("Celeste y Rebeca") empeñados en restablecer el caos con el triunfo de la sinrazón y la mentira. La heroína de la trama será "Atenaida", maestra de escuela del lugar (síntesis galdosiana de serenidad, progreso y justicia) junto con Cintia-Pascuala, y el malvado contrincante "Dióscoro", político hipócrita, astuto zorro viejo y padre de tres hijas (Protasia, Calixta y Teófila); el personaje a redimir esta vez será Alejandro, marqués de Rodas, frustrado terrateniente y político. El escenario fantástico se ensancha con personajes casi "valleinclanescos", un santero ("El Santo Pajón"), un buñolero ("Malacarado") y el cura del pueblo (Don Hilario) y su ama (Dominga). Completan el coro urbano campesinos, arrieros, criados, gitanas y la benemérita guardia civil.
El cenit argumental puede colocarse en el incendio del Palacio de Don Dióscoro, cataclismo con cierto simbolismo faustico, y el mágico nadir en la transformación de los magnates de Ursaria, los Señores de Cucúrbitas y Cylandros en vegetales (que consecuentemente vegetan). Pero tras lo inverosímil resulta fácil identificar el entorno político, económico y social de la España de los primeros años del siglo XX; y en el discurso literario sobresalen de nuevo la profunda religiosidad de Galdós y su despiadado —y quizá históricamente justificado— anticlericalismo. Dicho con palabras de Ramón Pérez de Ayala: "la clave o cifra con que la obra completa galdosiana se hace fácilmente comparable y adquiere un sentido trasparente, llano, próvido, tierno, evangélico".

## Telón
Joaquín Casalduero, en su estudio —ya clásico— de la producción de Galdós, lo define prisionero en sus últimos años, no solo de su mundo sino de su obra misma. Y explica cómo el veterano y baqueteado autor lucha por liberarse recreando "un triple sueño": el sueño de los social (Celia en los infiernos, La razón de la sinrazón, El tacaño Salomón), el sueño del individuo (Alceste); y el sueño del tiempo (Sor Simona, Doña Juana de Castilla).
En su último experimento narrativo, Galdós (anciano, ciego, arterioesclerótico y con la constante amenaza de un ataque de uremia fatal) insistió en proclamar su tesis última: "la lucha de la Verdad contra la Mentira y el triunfo definitivo de la primera". El escenario para la razón de la sinrazón fue onírico, desfigurado y fantástico, como un Olimpo personal y esperpéntico.